# Alyssa Reid
Alyssa Ashley Reid, född 15 mars 1993 i Edmonton i Alberta, är en kanadensisk sångerska och låtskrivare.

## Karriärens början
Reid upptäcktes när hon sjöng Justin Biebers "One Less Lonley Girl" på Youtube. Hennes kändisskap började under tävlingen The Next Star där hon fick ett kontrakt.

## Diskografi

### Studioalbum
| Titel    | Årtal                                                                 | Topplacering |
| Titel    | Årtal                                                                 | CAN          |
| -------- | --------------------------------------------------------------------- | ------------ |
| The Game | - Släppt: 21 juni 2011 - Märke: Wax Records - Format: CD, Nedladdning | 25           |

### Singlar
| Titlar                                                                  | Årtal | Topplacering | Topplacering | Topplacering | Topplacering | Topplacering | Topplacering | Certigering | Album      |
| Titlar                                                                  | Årtal | CAN          | BEL          | IRL          | NL           | SCO          | UK           | Certigering | Album      |
| ----------------------------------------------------------------------- | ----- | ------------ | ------------ | ------------ | ------------ | ------------ | ------------ | ----------- | ---------- |
| "If You Are"                                                            | 2010  | —            | —            | —            | —            | —            | —            |             | If You Are |
| "Alone Again" (featuring P. Reign / Jump Smokers)                       | 2011  | 11           | 25           | 15           | 59           | 2            | 2            | - CAN: Gold | The Game   |
| "The Game"                                                              | 2011  | 35           | —            | —            | —            | —            | —            |             | The Game   |
| "Talk Me Down"                                                          | 2012  | 81           | —            | —            | —            | —            | —            |             | The Game   |
| "—" Steg inte in på listan, eller släpptes ej i aktuell del av världen. |       |              |              |              |              |              |              |             |            |

### Fotnoter
1. ↑  ”Discografie Alyssa Reid”. ultratop.be/nl/ Hung Medien. http://www.ultratop.be/nl/showinterpret.asp?interpret=Alyssa+Reid.
2. ↑  ”Discography Alyssa Reid”. irish-charts.com/ Hung Medien. http://irish-charts.com/showinterpret.asp?interpret=Alyssa+Reid.
3. ↑  ”Discografie Alyssa Reid”. dutchcharts.nl/ Hung Medien. http://dutchcharts.nl/showinterpret.asp?interpret=Alyssa+Reid.
4. ↑  ”Scottish Chart Archive > Week Ending: February 11, 2012”. The Official Charts Company. http://www.officialcharts.com/archive-chart/_/22/2012-02-11/. Läst 8 april 2012.
5. ↑  ”UK Chart Archive > Week Ending: February 11, 2012”. The Official Charts Company. http://www.officialcharts.com/archive-chart/_/1/2012-02-11/. Läst 8 april 2012.
6. ↑  ”Certification Search > Alyssa Reid”. Music Canada. Arkiverad från originalet den februari 25, 2012. https://web.archive.org/web/20120225041920/http://www.musiccanada.com/GPSearchResult.aspx?st=. Läst 8 april 2012.